# Yumetsuri-Brücke
Die Yumetsuri-Brücke (japanisch 夢吊橋) ist eine Fußgängerbrücke über den Hattabara-Stausee in der Präfektur Hiroshima in Japan.
Die 1996 von Sumitomo Construction (jetzt Sumitomo Mitsui Construction) errichtete Brücke war bei ihrer Fertigstellung eine der längsten Spannbandbrücken der Welt. Sie ist insgesamt 172,60 m lang und 3,64 m breit. Die Spannweite zwischen den beiden 12 m bzw. 13 m langen Widerlagern beträgt 147,60 m. Das insgesamt 3,64 m breite Spannband trägt einen 2,50 m breiten Gehweg, der von 57 cm breiten Randbalken eingefasst wird, auf denen die Geländer mit 23 cm dicken Pfosten stehen. Das nur 25 cm starke Spannbetonband umschließt 21 Spannglieder (14 Primärkabel zur Montage und 7 Sekundärkabel zum anschließenden Spannen), die über die Widerlager tief in den Uferfelsen verankert sind. Der von der Temperatur und der Belastung abhängige Durchhang beträgt nominal 3,50 m.